# 陈晔光
陈晔光（1964年8月—），江西乐安人，中国细胞生物学家，南昌大学校长，清华大学教授，中国科学院院士。

## 教育经历
1983年本科毕业于江西大学生物系，1986年获江西大学硕士学位。1990年获美国福坦莫大学硕士学位，1996年获美国阿尔伯特·爱因斯坦医学院博士学位。
1996年在美国斯隆-凯特琳癌症中心完成博士后训练。2000年任美国加州大学河滨分校助理教授。
2002年回到中国，任清华大学教授。2017年当选为中国科学院院士。
2022年4月，回到母校南昌大学，任常务副校长。2022年11月，接任南昌大学校长。